# 富士屋ホテル仙石ゴルフコース
富士屋ホテル仙石ゴルフコース（ふじやホテルせんごくゴルフコース）は、神奈川県足柄下郡箱根町に広がるゴルフ場である。

## 歴史
箱根宮ノ下で旅館経営
1878年(明治11年)、箱根の仙石原の高原に、山口仙之助によって富士屋ホテルが創業された。仙之助は、神奈川県の漢方医の大浪家に生まれ、10歳の時に横浜の山口家に養子に入った。1871年（明治4年）、20歳でアメリカに渡り、3年間苦労して賃金を貯え、7頭の種牛を買いともに帰国した。しかし、畜産業は時期尚早と判断、慶應義塾に入った。卒業後、外国人専用の旅館経営に乗り出し、箱根宮ノ下の老舗「藤屋旅館」を買収した。仙之助には一男三女がいたが、長女の婿に迎えたのが日光の金谷ホテルを創業した金谷善一郎の次男だった金谷正造だった。1907年（明治40年）、金谷正造は入婿で山口家に入り、養父に負けない新機軸を打ち出した。
仙石原に9ホールを開場
山口仙之助の入婿の山口正造は、海外経験から一流ホテルはゴルフ場が必要と考えていた。正造が、ゴルフ場の建設を決意したのは1915年（大正4年）、神奈川県知事・石原健三に仙石原の候補地を視察してもらい賛同を得た。ゴルフ場建設資金調達のため、「箱根ゴルフ及び銃猟倶楽部」を設立し会員を募集した。神奈川県知事・有吉忠一に補助金要請の請願書を提出した。東京、横浜、神戸、雲仙にはゴルフ場がある、箱根は外人が多い横浜に近い、東京からも近い、絶好の場所であると考えた。地元民も賛成した、仙石原村会は村有地の提供を決議し、15年間無料で土地を提供する契約を行った。県も請願を容れて、「名勝地改善補助」の名目で交付した。1917年（大正6年）4月4日、9ホールのゴルフ場の建設に着手した。コース設計は「東京ゴルフ倶楽部駒沢コース」を設計したT・E・コルチェスター、施工は鈴木新蔵を始めとする数千人の村民が勤労奉仕した。同年12月、「仙石ゴルフコース」9ホールが完成し、翌年の1918年（大正7年）、クラブハウスが完成した。
来場者が来ず経営困難に
当時、日本のゴルフ場は、外国人がプレーした「神戸ゴルフ倶楽部」（兵庫県、1903年(明治36年) 開場）、「NRCGA根岸コース」（神奈川県、1906年（明治39年）開場）が最初で、県営の「雲仙ゴルフ場」（長崎県、1913年（大正2年）開場）がパブリークコースで出来、「東京ゴルフ倶楽部駒沢コース」（東京都、1914年（大正3年）開場）が日本人の最初の倶楽部で出来、「仙石ゴルフコース」は、その後の1917年（大正6年）に開場した。しかし、ゴルフ場は開業したが、当時は、ゴルフ場でプレーするのは貴顕紳士だけで、来場者はなく、維持運営費はかかり、ついに経営困難に陥った。1920年（大正9年）7月21日、「箱根ゴルフ及び銃猟倶楽部」を解散し、銃猟については法制上の規制が厳しく実現しなかった。仙石ゴルフコースは、開業3年にして「富士屋ホテル」が運営することとなり、ホテル宿泊客の娯楽となり、パブリックコースとなった。
震災後に9ホールを増設
1923年（大正12年）、関東大震災が箱根にも被害を与えた、仙石ゴルフコースの建物の被害は軽微だったが、コースは崩壊箇所が発生し、交通路の復旧に数年かかった。1927年（昭和2年）、9ホールすべてが復旧し、また、周囲のアドバイスもありコースの改造に取り掛かり、設計を赤星四郎に依頼した。1930年（昭和5年）4月、コース改造工事が終了し、祝賀トーナメントが開催された。1935年（昭和10年）、賛助会の応援を得て、新たな村有地を借り、設計を赤星四郎に依頼して9ホールを増設し、18ホール規模のコースが開場した。1936年（昭和11年）、「花御殿」が竣工し、1887年（明治20年）に建てられた日本館二棟を改築しフォレストロッジとしたが、その後、1937年（昭和12年）、仙石ゴルフコースに移しホテルに改築し、同年7月、名称を「仙石原ゴルフ・クラブ」と改称した。
アメリカ軍に接収される
1937年（昭和12年）7月7日、「支那事変」が勃発、観光客や外国人客が激減した。　1941年（昭和16年）12月、太平洋戦争に突入、ゴルフ場を閉鎖して、開墾し農地にして食糧増産の議論が出た、村長・石村喜作らの説得で否決された。1944年（昭和19年）、クラブハウスを獨逸協会に貸与した。1945年（昭和20年）3月、開墾の要請が当局から告げられ、借地の13番と14番のコースを村に返還した。また、コースをグライダーの練習用に提供することもあった。同年3月、ホテルは政府の要請で東京、横浜在住の外国人を疎開させることになり、同年5月からホテル内に外務省箱根事務所が置かれた。イタリア、ドイツ、タイ、ビルマ、フィリピン、中国などの大使館員や軍人が多かった。そして、1945年（昭和20年）8月15日、終戦を迎えたが、同年10月20日、全施設が連合国軍将兵とその家族のためのレストホテルとして使われることになった。1950年（昭和25年）6月25日、朝鮮戦争によって、朝鮮から引き揚げてくるアメリカ人を収容するためホテルが使われた。同年7月、開墾されていた13番と14番の2コースが戻り、18ホールの復旧を行った。
開場100周年を迎える
1952年(昭和27年)2月 、クラブハウスのアメリカ軍の6年5ケ月間の接収が解除され、パブリックコースとして経営が再開された。また、ゴルフ場名が「富士屋ホテル仙石別館 仙石ゴルフ・コース」と改称された。1956年（昭和31年）、仙石原村からの借地であるコースの大部分が、箱根全山五ケ町村合併となったため、富士屋ホテルの買収が決まった。1966年（昭和41年）、富士屋ホテルグループは、経営権を国際興業グループに売却し、仙石ゴルフ・コースもその配下となった。山口一族の経営は終了し、小佐野一族の企業となった。1979年（昭和54年）、新クラブハウスが完成し、名称も「富士屋ホテル仙石ゴルフコース」と改称した。そして、2017年（平成29年）7月28日、100周年を迎えた。

## 所在地
〒250-0631 神奈川県足柄下郡箱根町仙石原1237番地

## コース情報
- 開場日 - 1917年7月28日
- 設計者 - T・E・コルチェスター・赤星四郎
- コースタイプ - 丘陵コース
- コース - 18ホールズ、パー72、6,200ヤード、コースレート72.4
- グリーン - 2グリーン、ベント（ペンクロス）
- フェアウエイ - 野芝
- ラフ - 野芝
- ハザード - バンカーの52、池が絡むホール4
- プレースタイル - 乗用カート(5人乗り)、自走式、キャディ・セルフ選択可
- 練習場 - 42打席 300ヤード
- 休場日 - 無休、冬季クローズ 1月中旬 - 2月下旬まで[2]

## ギャラリー
- コース - 「富士屋ホテル仙石ゴルフコース」、アウトコース、「富士屋ホテル仙石ゴルフコース」、インコース
- ハウス - 「富士屋ホテル仙石ゴルフコース」、施設案内、「富士屋ホテル仙石ゴルフコース」、レストラン

## 交通アクセス
- 鉄道 - JR東海道新幹線 - 小田原駅よりタクシー利用 約45分
- 道路 - 東名高速道路 - 御殿場ICより 約15分[3]

## エピソード
- 1878年（明治11年）、米国留学から帰国した山口仙之助は、箱根宮ノ下の老舗「藤屋旅館」を買収し、外国人用の旅館・富士屋ホテルを創業した。その藤屋旅館は、天正年間に小田原征伐の豊臣太閤も宿泊した旅館であった[4]。
- 1917年（大正6年）、箱根地区の振興を目的にゴルフ場の建設を計画したが、コース設計は駒沢コースを設計したT・E・コルチェスターに依頼した。建設資金面では、神奈川県からも3,000円の補助金が得られた[4]。
- 1917年（大正6年）、6ホール完成時、宮ノ下の御用邸に滞在中の皇太子（後、昭和天皇）が、毎週、来場しゴルフをプレーした。それ以来、昭和天皇と富士屋ホテルとの縁が深くなった[4]。
- 1944年（昭和19年）頃、クラブハウスをドイツに貸与したが、ヒットラーユーゲントの訓練のために独逸協会に貸与していたことは、あまり知られていない。戦時中は、13、14番ホールは開墾され、他はグライダーの訓練に使われていた[4]。
- 1945年（昭和20年）10月20日、全施設が連合国軍将兵とその家族のためのレストホテルに使われることになったが、同年10月24日、マッカーサー元帥婦人、アイゼンハワー元帥、ドッジ経済顧問夫妻らが来場した[4]。
- 1950年（昭和25年）の朝鮮動乱で、在韓米国人が避難に訪れ、クラブハウスに収容された。米軍の接収は6年5カ月続き、1952年（昭和27年）2月、講和条約締結によってようやく解除され、パブリックコースとして営業を再開した[4]。

## 関連文献
- 『美しい日本のゴルフコース BEAUTIFUL GOLF CULTURE IN JAPAN 日本のゴルフ110年記念 ゴルフは日本の新しい伝統文化である』、ゴルフダイジェスト社「美しい日本のゴルフコース」編纂委員会編、「富士屋ホテル仙石ゴルフコース」、東京 ゴルフダイジェスト社、2013年12月、2020年11月11日閲覧
- 『ともに刻む100年物語 富士屋ホテル仙石ゴルフコース100年史 legend of the Sengoku Golf Course』、箱根町 (神奈川県) 富士屋ホテル、2017年6月、2020年11月11日閲覧